# Māra Grīva
Māra Grīva (* 4. August 1989 in Ventspils, Lettische SSR, UdSSR) ist eine lettische Weit- und Dreispringerin.

## Sportliche Laufbahn
Erste internationale Erfahrungen sammelte Māra Grīva bei den Studentenweltspielen 2009 in Belgrad, bei denen im Dreisprung in der Qualifikation ausschied, wie auch bei den U23-Europameisterschaften in Kaunas kurze Zeit später im Weitsprung. Zwei Jahre später erreichte sie bei den U23-Europameisterschaften im tschechischen Ostrava den fünften Platz im Weitsprung und den neunten Platz im Dreisprung. Bei den Studentenweltspielen in Shenzhen wurde sie im Weitsprung Zwölfte und schied im Dreisprung in der Qualifikation aus. 2012 qualifizierte sie sich im Weitsprung für die Europameisterschaften in Helsinki, bei denen sie aber mit 6,00 m in der Qualifikation ausschied. 2013 belegte die Studentin der Ventspils Augstskola den achten Platz im Weitsprung sowie den Zwölften im Dreisprung bei der Sommer-Universiade in Kasan. Vier Jahre später gewann sie bei den Studentenweltspielen in Taipeh die Bronzemedaille im Dreisprung und belegte im Weitsprung den achten Platz.
Bisher wurde sie fünfmal lettische Meisterin im Weit- und Dreisprung sowie dreimal Meisterin in der Halle. Ihre ältere Schwester Lauma Grīva ist ebenfalls eine erfolgreiche Weitspringerin.

## Persönliche Bestleistungen
- Weitsprung: 6,59 m (+2,0 m/s), 17. Juli 2011 in Ostrava
  - Halle: 6,35 m, 25. Februar 2011 in Lincoln
- Dreisprung: 13,81 m (+2,0 m/s), 13. Mai 2011 in Norman
  - Halle: 13,26 m, 8. Februar 2014 in Lincoln